# Eduard Magnus
Pour les articles homonymes, voir Magnus.
Leopold Eduard Samuel Magnus (né le 7 janvier 1799 à Berlin et mort le 8 août 1872) est un peintre prussien et l'un des portraitistes les plus actifs et les plus célèbres de Berlin à l'époque. Grâce à sa haute réputation et à la position exceptionnelle de la famille Magnus, il est l'un des membres influents de diverses commissions d'art. Ses peintures font partie des collections de la Galerie nationale de Berlin, l'Hermitage, de la National Portrait Gallery et du musée Thorvaldsen à Copenhague. La plus grande partie se trouve toutefois en mains privées. Plusieurs tableaux sont perdues à la fin de la Seconde Guerre mondiale et dans la tourmente des années d'après-guerre.

## Famille
La famille Magnus est à l'origine de confession juive. Son père, le riche marchand Immanuel Meyer Magnus de Schwedt/Oder, se convertit avec ses fils au protestantisme en 1807 et acquit la citoyenneté en 1809. La même année, il fonde la maison bancaire Magnus (de), qui est l'un des établissements précurseurs de la Deutsche Bank. Lors de l'éducation et de la formation de ses fils, il est essentiel pour le père qu'ils suivent leurs talents et leurs inclinations. Les deux fils aînés reprennent l'activité bancaire. Eduard Magnus se lance dans une carrière d'artiste. Le frère le plus jeune et le plus célèbre est le Heinrich Gustav Magnus. Un autre frère devient agriculteur, un autre médecin. La mère, Louise Marianne (née Merle Fraenkel), qui est le centre de la famille et dirige une maison ouverte, transmet un mode de vie généreux qui s'est poursuivi dans la charité des fils. Le domicile de la famille pendant des décennies est la maison du 46 Behrenstraße (de) dans le quartier des banques de Berlin. L'appartement et le premier atelier de l'artiste se trouvent également à l'étage supérieur.

## Biographie
Après le lycée de Friedrichswerder, il s'essaye à des études d'architecture à l'Académie d'architecture de Berlin. En parallèle, il étudie dans la classe de nu à l'académie des beaux-arts. Cependant, son développement ultérieur est autodidacte. Jakob Schlesinger, un collègue peintre qui est quelques années son doyen et professeur et restaurateur aux Musées royaux de Berlin, est son conseiller artistique pendant de nombreuses années.

Eduard Magnus : Le Retour des palikars.

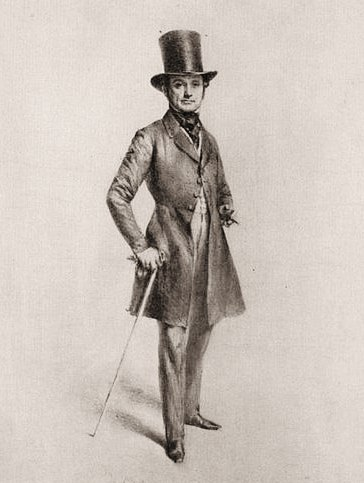
Eduard Magnus, dessin au crayon par Adolf Menzel (1841).

Magnus entreprend des voyages d'études en France, dans les États italiens, en Espagne et en Égypte. Il possède son propre atelier à Rome, où il vit plus de huit ans (1827-1829, 1830-1834, 1839/1840, 1845-1847, 1850/1851, 1856/1857, 1866/1867) et est membre de la société Ponte-Molle et de l'association allemande des artistes. Vers 1830, il y habite dans le Palazzo Fiano sur le Corso. Les dessins de cette période appartiennent à l'inventaire de la Bibliotheca Hertziana à Rome. De retour à Berlin, il devient membre de l'Académie en 1837 et professeur en 1844. À l'âge mûr de 67 ans, l'Académie des beaux-arts le nomme au Sénat, où Magnus joue un rôle déterminant dans les décisions d'expertise.
Eduard Magnus était le seul des six fils Magnus à rester célibataire. Il s'occupe avec amour de ses neveux et nièces et de sa mère, qui a survit à son mari de près de vingt ans. Célibataire, il poursuit, à plus petite échelle, l'hospitalité qu'elle cultive. Plus tard, Magnus se penche également sur des questions artistiques théoriques. Dans des conférences et des livres, il discute par exemple de la construction, de l'aménagement et de l'éclairage appropriés pour les musées d'art et les salles d'exposition. C'est un contemporain intéressé, qui prend également position publiquement sur les questions du jour.
Il installe plus tard son domicile et son atelier au numéro 8 de l'Anhaltstrasse (aujourd'hui Anhalter Str.). Une profonde amitié se développe entre lui et l'historien de l'Antiquité Gustav Adolf Schöll, qui devint plus tard le bibliothécaire grand-ducal de Weimar. Une partie de la correspondance nous est parvenue. Magnus le soutient toute sa vie et le gratifie par testament de 20.000 thalers qui, selon les estimations de la Deutsche Bundesbank, auraient le pouvoir d'achat de plus d'un demi-million d'euros en 2009.
En 1862, Magnus est diagnostiqué avec une cataracte. Après plusieurs opérations, il est finalement victime d'une attaque cérébrale et meurt le 8 août 1872. Il trouve sa dernière demeure au cimetière de Dorotheenstadt, lieu de sépulture de la famille Magnus, aux côtés de son frère Heinrich Gustav Magnus, décédé deux ans avant lui.

## Travail
Son œuvre de jeunesse révèle déjà le plaisir de peindre. Il a un sens aigu des proportions, des couleurs et des formes. Il s'agit le plus souvent de tableaux de genre à la thématique méridionale. Il convient de souligner le tableau Le retour des palikars, réalisé à Paris et qui est très remarqué lors de l'exposition de l'Académie de Berlin en 1836. En 2011, le tableau orne la couverture du catalogue du 150e anniversaire de la Galerie nationale de Berlin. « Palikars » est le nom donné dans l'armée ottomane aux mercenaires grecs et albanais en costume national, à partir desquels est formée la future armée grecque pendant la révolution grecque après 1821. La suite de l'œuvre de Magnus est déterminée par la peinture de portraits, par laquelle il transmet un reflet de la société de la grande bourgeoisie et du Berlin intellectuel et artistique. Comme tous les peintres de son époque, il se confronte à l'émergence de la photographie. Alors que la photographie de portrait reprend l'arrière-plan et les drapés de la peinture pour les réduire ensuite en clichés, les artistes peintres se souviennent des anciennes traditions et renoncent en grande partie aux accessoires.
Parmi les portraits d'importants contemporains, on remarque les nombreux tableaux qu'il a réalisés - parfois même plusieurs fois - de collègues, de compositeurs et de conférenciers. Il s'agit notamment de portraits de Friedrich Curschmann, Wilhelm Taubert, Adolf Menzel (de), Richard Lauchert (de), Bertel Thorvaldsen, Ludwig Schwanthaler et Felix Mendelssohn Bartholdy. Proche de ce dernier, il peint de nombreux portraits pour les membres de la famille du compositeur.
Parmi les tableaux les plus connus de Magnus figure le portrait de Jenny Lind, qui est présenté au fil du temps dans huit expositions temporaires dans toute l'Europe, la dernière en 1998 à Stockholm. Un autre portrait - celui de la cantatrice Henriette Sontag - est récompensé lors de l'exposition universelle de Paris en 1855. Les deux tableaux ont déjà été exposés à Anvers en 1852 et déclarés "parmi les meilleurs du Salon"  Le spectateur a une impression d'insouciance qui s'explique par l'origine de Magnus et son indépendance matérielle. Il semble qu'il peint par plaisir et que c'est dans cet esprit qu'il fait le portrait de sa famille et de ses amis.

## Honneurs et récompenses
- 1850 : Conseiller honoraire de la Manufacture royale de porcelaine
- 1850 : Membre honoraire de l'Académie de Dresde
- 1853 : Ordre de l'Aigle rouge

## Portraits (sélection)
- Ludwig Cauer (de) (1823)
- Lida Schadow (de) (1830), fille de Gottfried Schadow
- Christian Daniel Rauch (1831)
- Cécile Mendelssohn Bartholdy (1835), épouse du compositeur Felix Mendelssohn Bartholdy
- Mathilde comtesse de Lynar, deux portraits (vers 1837)
- Adolf Menzel (1843)
- Louis Coblitz (1845)
- Félix Mendelssohn Bartholdy (1846)
- Jenny Lind, deux portraits (1846 et 1862)
- Ernestine von Wildenbruch (1848)
- Livia Frege (vers 1850)
- Adolf Heinrich von Arnim-Boitzenburg
- Bertel Thorvaldsen (vers 1855)
- Wilhelm Taubert (1862)
- Anna von Pfuel (de), née comtesse von Brühl (1865)

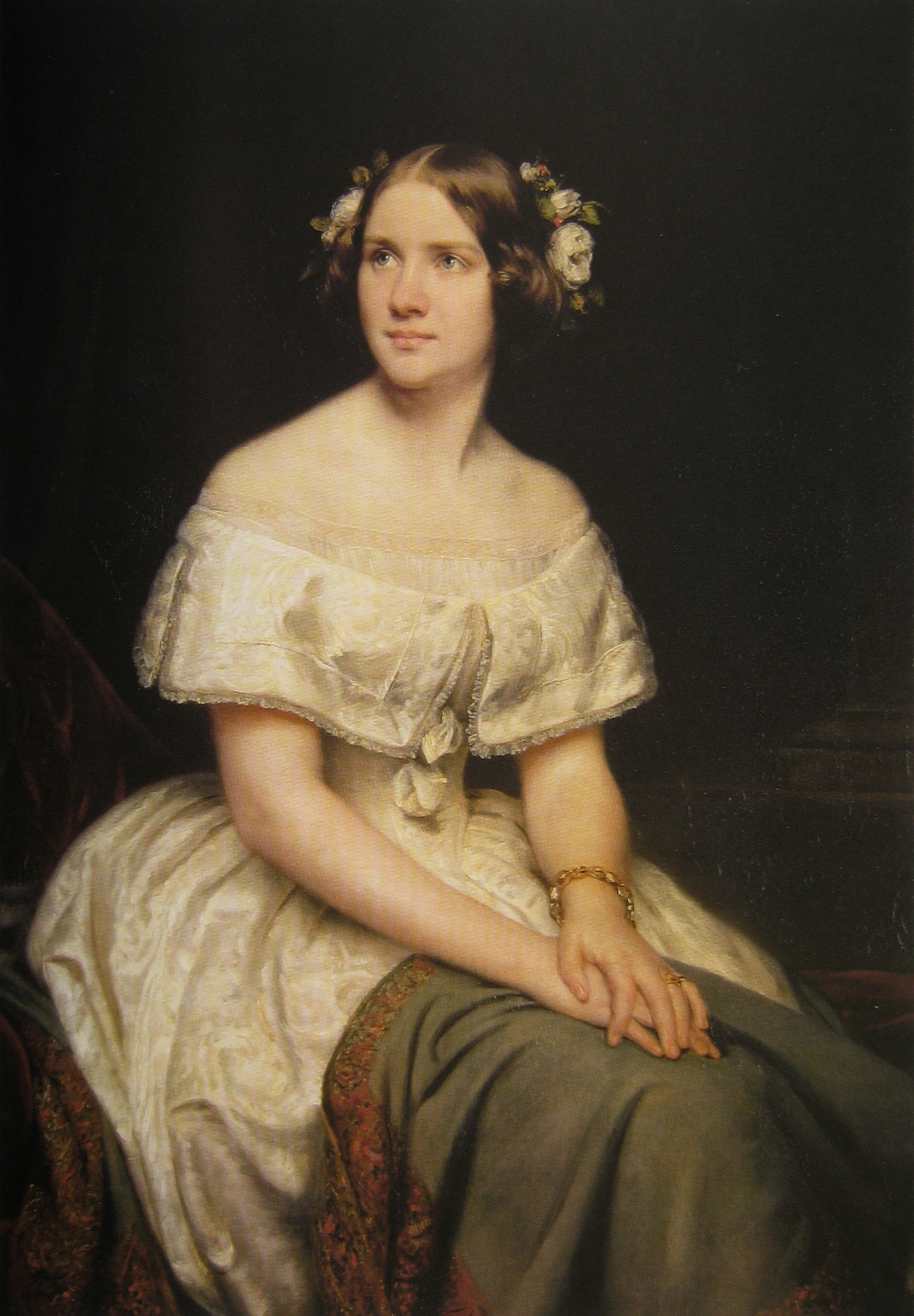
Jenny Lind, 1846.
Félix Mendelssohn Bartholdy, 1846.
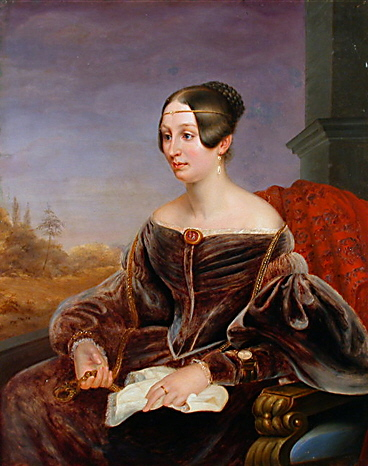
Mathilde, comtesse de Lynar, vers 1837.
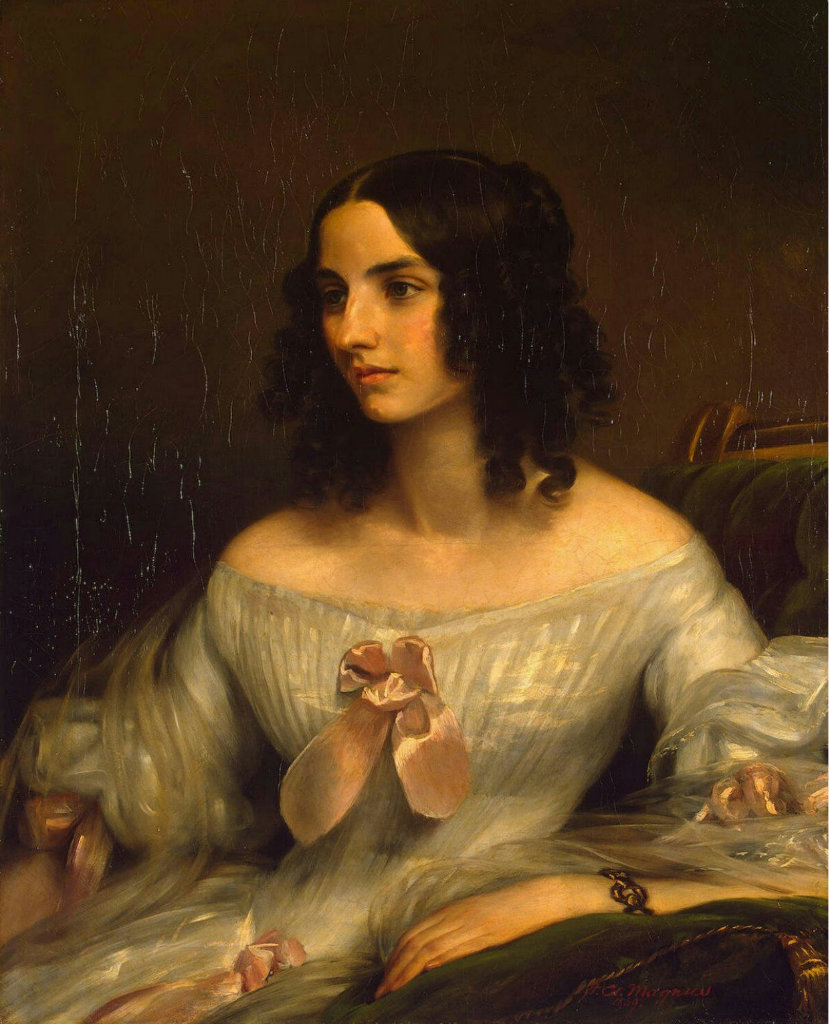
Aglaya E. Senden, 1839.
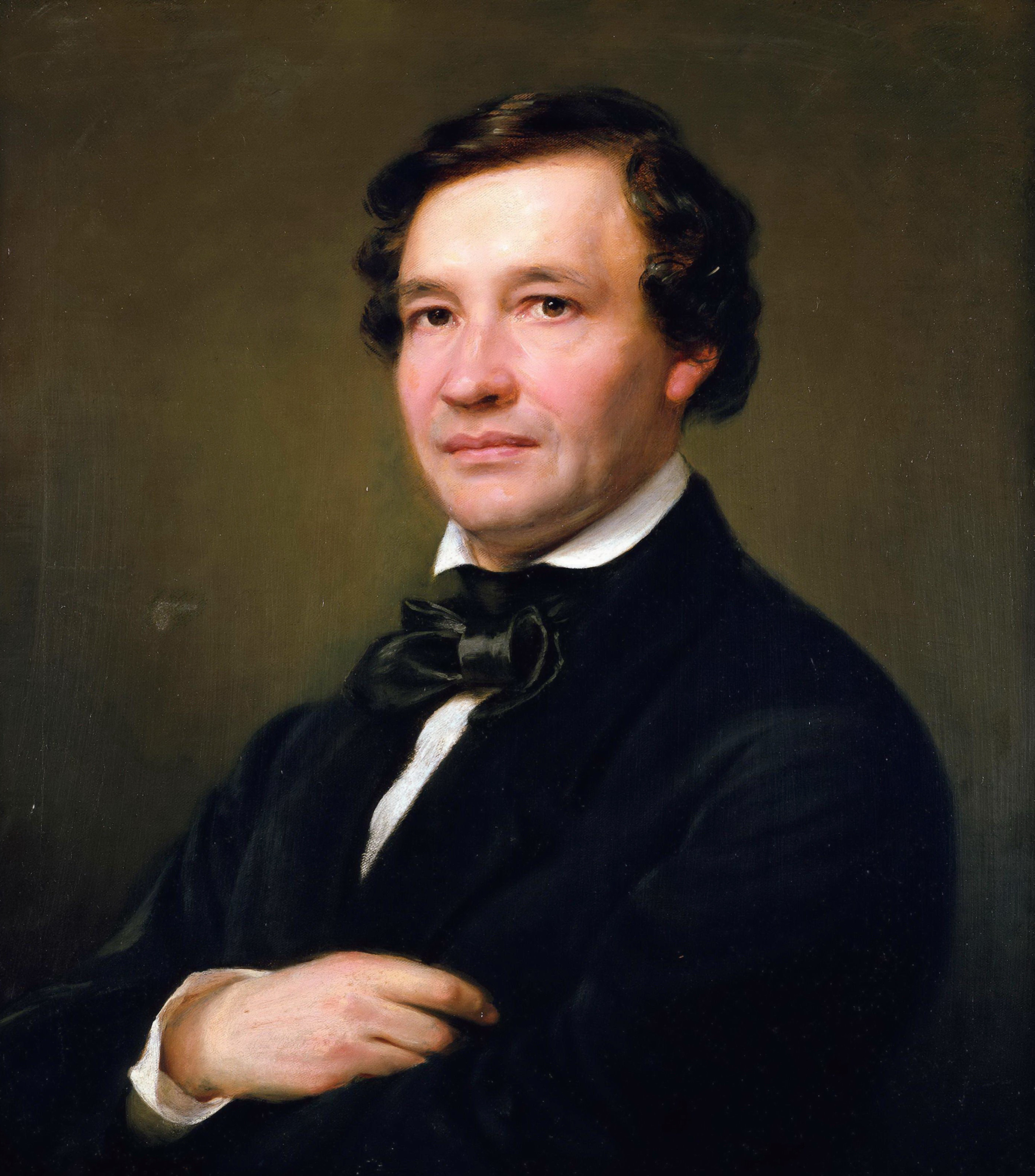
Wilhelm Taubert, 1862.
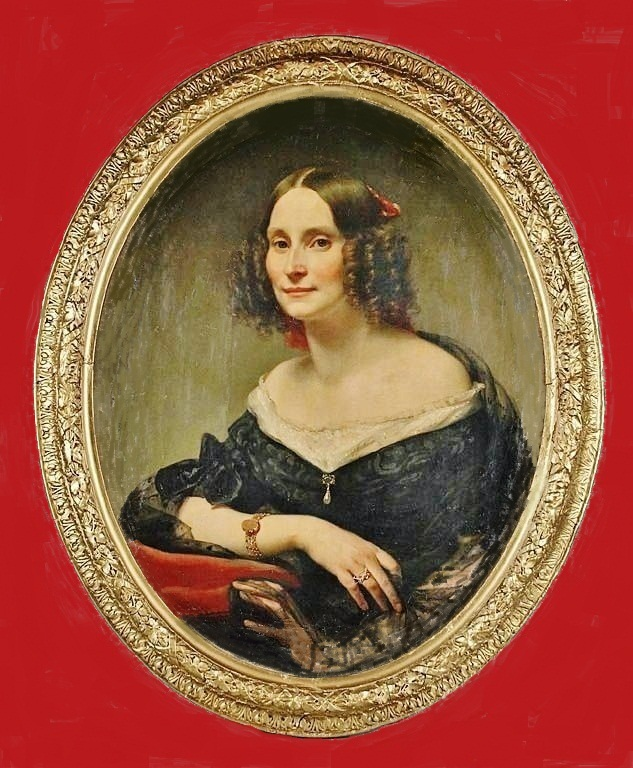
Ernestine von Wildenbruch, 1848.
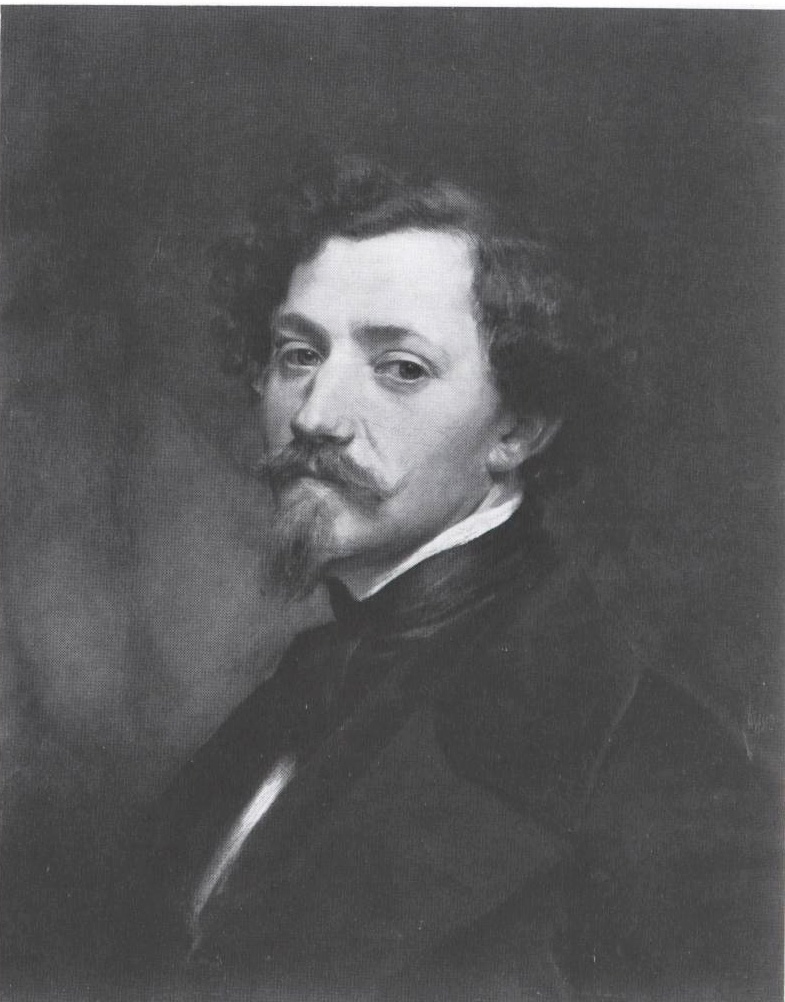
Louis Coblitz, 1845.

## Publications
- Die Polychromie vom künstlerischen Standpunkte. Strauss, Berlin, 1872.
- Über die Einrichtung und Beleuchtung von Räumen zur Aufstellung von Gemälden und Sculpturen. Ernst & Korn, Berlin, 1864.